# Eric Larson
Eric Larson, född 3 september 1905 i Cleveland i Utah, död 25 oktober 1988 i La Cañada Flintridge i Kalifornien, var en amerikansk animatör. 
Han arbetade för Walt Disney som en i animatörsgruppen som kom att benämnas som Disney's Nine Old Men. Han började på Walt Disney Productions 1933 och skapade bland annat sekvensen där barnen flyger till Landet Ingenstans i Peter Pan. Efter Walt Disneys död 1966 fick Larson ansvaret att leta reda på nya talanger och träna upp dem, ett arbete han fortsatte med fram till pensioneringen 1986.